# Legoträsket
Legoträsket är en sjö i Bodens kommun i Norrbotten och ingår i Luleälvens huvudavrinningsområde. Sjön har en area på 0,422 kvadratkilometer och ligger 57 meter över havet.

## Delavrinningsområde
Legoträsket ingår i det delavrinningsområde (733054-176734) som SMHI kallar för Mynnar i Bodån. Medelhöjden är 72 meter över havet och ytan är 36,46 kvadratkilometer. Räknas de 3 avrinningsområdena uppströms in blir den ackumulerade arean 58,61 kvadratkilometer. Edbäcken som avvattnar avrinningsområdet har biflödesordning 3, vilket innebär att vattnet flödar genom totalt 3 vattendrag innan det når havet efter 47 kilometer. Avrinningsområdet består mestadels av skog (78 procent) och sankmarker (10 procent). Avrinningsområdet har 1,09 kvadratkilometer vattenytor vilket ger det en sjöprocent på 3 procent.